# Thomas Dusolier
Pour les articles homonymes, voir Dusolier.
Thomas Dusolier, né le 15 mai 1799 à Nontron (Dordogne) et mort le 19 septembre 1877 dans cette même ville, est un homme politique et avocat français.

## Biographie
Avocat à Nontron, il est député de la Dordogne de 1839 à 1842 et de 1846 à 1848 ; siégeant dans l'opposition de gauche à la Monarchie de Juillet. Commissaire général du gouvernement provisoire en Dordogne en février 1848, il est député de 1848 à 1849, siégeant à droite, puis de 1852 à 1863, siégeant dans la majorité soutenant le Second Empire.

### Sources
- « Thomas Dusolier », dans Adolphe Robert et Gaston Cougny, Dictionnaire des parlementaires français, Edgar Bourloton, 1889-1891 [détail de l’édition] [texte sur Sycomore]